# نزيريكوري
نزيريكوري (بالفرنسية: Nzérékoré )‏ هي مستوطنة، في غينيا، تقع في Nzérékoré ‏، هي عاصمة إقليم نزيريكوري، بلغ عدد سكانها 280,256 نسمة وذلك حسب إحصائيات سنة 2012.

## المناخ
يظهر الجدول التالي التغييرات المناخية على مدار السنة لنزيريكوري:
| البيانات المناخية لـنزيريكوري      | البيانات المناخية لـنزيريكوري | البيانات المناخية لـنزيريكوري | البيانات المناخية لـنزيريكوري | البيانات المناخية لـنزيريكوري | البيانات المناخية لـنزيريكوري | البيانات المناخية لـنزيريكوري | البيانات المناخية لـنزيريكوري | البيانات المناخية لـنزيريكوري | البيانات المناخية لـنزيريكوري | البيانات المناخية لـنزيريكوري | البيانات المناخية لـنزيريكوري | البيانات المناخية لـنزيريكوري | البيانات المناخية لـنزيريكوري |
| الشهر                              | يناير                         | فبراير                        | مارس                          | أبريل                         | مايو                          | يونيو                         | يوليو                         | أغسطس                         | سبتمبر                        | أكتوبر                        | نوفمبر                        | ديسمبر                        | المعدل السنوي                 |
| ---------------------------------- | ----------------------------- | ----------------------------- | ----------------------------- | ----------------------------- | ----------------------------- | ----------------------------- | ----------------------------- | ----------------------------- | ----------------------------- | ----------------------------- | ----------------------------- | ----------------------------- | ----------------------------- |
| متوسط درجة الحرارة الكبرى °م (°ف)  | 33.7 (92.7)                   | 34.7 (94.5)                   | 34.4 (93.9)                   | 33.1 (91.6)                   | 32.1 (89.8)                   | 31.1 (88.0)                   | 29.5 (85.1)                   | 29.4 (84.9)                   | 30.0 (86.0)                   | 30.9 (87.6)                   | 31.3 (88.3)                   | 31.5 (88.7)                   | 31.8 (89.2)                   |
| المتوسط اليومي °م (°ف)             | 23.3 (73.9)                   | 24.7 (76.5)                   | 25.6 (78.1)                   | 25.8 (78.4)                   | 25.4 (77.7)                   | 24.4 (75.9)                   | 23.5 (74.3)                   | 23.5 (74.3)                   | 24.1 (75.4)                   | 24.5 (76.1)                   | 24.5 (76.1)                   | 23.3 (73.9)                   | 24.4 (75.9)                   |
| متوسط درجة الحرارة الصغرى °م (°ف)  | 10.8 (51.4)                   | 13.2 (55.8)                   | 16.5 (61.7)                   | 18.4 (65.1)                   | 18.4 (65.1)                   | 18.1 (64.6)                   | 18.0 (64.4)                   | 18.6 (65.5)                   | 18.3 (64.9)                   | 17.8 (64.0)                   | 16.0 (60.8)                   | 12.4 (54.3)                   | 16.4 (61.5)                   |
| الهطول مم (إنش)                    | 10 (0.4)                      | 45 (1.8)                      | 98 (3.9)                      | 142 (5.6)                     | 154 (6.1)                     | 206 (8.1)                     | 198 (7.8)                     | 298 (11.7)                    | 324 (12.8)                    | 181 (7.1)                     | 73 (2.9)                      | 25 (1.0)                      | 1٬754 (69.1)                  |
| متوسط أيام هطول الأمطار (≥ 1.0 mm) | 1                             | 4                             | 8                             | 12                            | 14                            | 14                            | 16                            | 21                            | 20                            | 17                            | 8                             | 2                             | 137                           |
| متوسط الرطوبة النسبية (%)          | 65                            | 68                            | 72                            | 76                            | 79                            | 81                            | 84                            | 85                            | 82                            | 80                            | 79                            | 73                            | 77                            |
| المصدر: NOAA                       |                               |                               |                               |                               |                               |                               |                               |                               |                               |                               |                               |                               |                               |